# Augustales
Die Augustalen (lat. seviri Augustales, oft auch nur Augustales) waren Mitglieder einer speziellen Organisation im römischen Reich während des frühen Prinzipats. Sie tauchen vor allem zwischen Beginn des Prinzipats und dem dritten Jahrhundert in vielen Teilen Italiens auf. Ihre Rolle und gesellschaftliche Stellung sind Gegenstand intensiver Forschung, die auf epigrafischen Quellen und literarischen Zeugnissen basiert. Ursprünglich wurden sie oft als Pfleger des Kaiserkults angesehen, jedoch hat sich dieses Verständnis im Laufe der Zeit differenziert.

## Herkunft und Zusammensetzung
Die Augustalen waren überwiegend Freigelassene (liberti), die nach ihrer Emanzipation durch erhebliche finanzielle und soziale Anstrengungen versuchten, gesellschaftliches Ansehen zu gewinnen. Ein wichtiges Kriterium zum Eintritt in die Körperschaft der Augustalen scheint deshalb ein gewisses Vermögen.
Neben Freigelassenen fanden sich gelegentlich auch Freigeborene (ingenui) unter den Mitgliedern, die aufgrund mangelnder Qualifikation oder Überangebot an Kandidaten keinen Zugang zu offiziellen Ämtern hatten. Die Zusammensetzung der Kollegien aus ingenui und liberti variiert orts- wie zeitweise und kann nicht erschließend determiniert werden.
Zeugnisse über die Augustalen sind über ein großes Gebiet des Imperium romanum nachgewiesen. Treten sie am höchsten frequentiert in Italien und den westlichen Provinzen des Reiches auf, ist ihr Wirken in Rom selbst nicht überliefert.
Ein Hauptmerkmal der Augustalen war die Zahlung einer sogenannten summa honoraria, einer Ehrengebühr, die oft zur Finanzierung öffentlicher Projekte verwendet wurde. Diese finanziellen Anforderungen begrenzten die Mitgliedschaft auf wohlhabende Personen.

## Aufgaben und Funktionen

### Kaiserkult
Lange wurde von angenommen, dass die Augustalen primär für die Pflege des Kaiserkults verantwortlich waren. Tatsächlich weisen einige Inschriften und Bauten auf eine Verbindung zu diesem Kult hin. Beispiele sind Weihinschriften an Kaiser oder Statuen in Augustalen-Heiligtümern wie in Herculaneum oder Misenum. Dennoch ist die Verbindung zwischen Augustalen und Kaiserkult nicht abschließend bewiesen. Forschende argumentieren, dass die Widmungen oft weniger kultische als vielmehr loyale oder repräsentative Zwecke hatten. Dass der Name der Augustalen mit einer Huldigung des Kaisers Augustus zusammenhängt, ist ebenso wenig bewiesen. Vielmehr kann davon ausgegangen werden, dass die Bekundung ihrer Treue zu dem jeweils regierenden Kaiser eine gängige Praxis im römischen Prinzipat darstellte.

### Euergetismus
Auffallend bei einer Auseinandersetzung mit Augustalen wird, dass diese meist in Form von wohltätigen Performanzen auftreten. Eine Hypothese hierzu stellt dar, dass die liberti eine solche Selbstdarstellung zum Ablegen ihres unfreigeborenen Stigmas nutzten.
So war ein zentraler Aspekt der Augustalen der Euergetismus, also die öffentliche Wohltätigkeit. Sie finanzierten Spiele, Bauprojekte und andere öffentliche Einrichtungen, um Ansehen zu erlangen und sich in der Gesellschaft zu profilieren. Ihre Spenden trugen oft erheblich zur städtischen Infrastruktur bei und entlasteten die Gemeindekassen. Beispiele für solche Tätigkeiten sind die Pflasterung von Straßen oder die Errichtung von Tempeln.

### Selbstdarstellung
Die Augustalen nutzten auch prunkvolle Grabmäler und Stiftungen, um ihren sozialen Status zu betonen. Berühmt ist die Grabinschrift des Publius Decimius Eros Merula, die seine großzügigen Spenden an die Gemeinde detailliert aufführt. Ein literarisches Zeugnis für die Selbstdarstellung der Augustalen liefert die Figur des Trimalchio im Satyricon von Petronius, die überzeichnet den Prunk und die Selbstinszenierung eines reichen Freigelassenen darstellt.

## Gesellschaftliche Stellung
Die gesellschaftliche Einordnung der Augustalen ist in der Forschung umstritten. Sie nahmen eine besondere Zwischenstellung ein:
- Freigelassene konnten aufgrund ihrer Vergangenheit seit der Lex Visellia keine offiziellen Ämter bekleiden und nutzten die Augustalen als Ersatzstruktur für sozialen Aufstieg.
- Freigeborene, die keine Ämter erlangten, sahen in den Augustalen eine Möglichkeit, Einfluss und Ansehen zu gewinnen.

### Modelle zur Einordnung
1. Mittelschicht (Abramenko): Augustalen bilden einen eigenständigen Mittelstand zwischen der Plebs und der städtischen Aristokratie.[11]
2. Oberschicht (Alföldy): Die Augustalen werden trotz ihres limitierten Zugangs zu hohen Ämtern den Oberschichten zugerechnet, da sie ähnliche Statussymbole und Habitus übernahmen.[12]
3. Rand der Aristokratie (Jacques und Scheid): Sie positionieren die Augustalen am Rande der städtischen Aristokratie, ohne sie als Teil der traditionellen Eliten anzuerkennen.[13]

## Fazit
Die Augustalen repräsentierten eine hybride soziale Gruppe im römischen Reich, die sowohl durch ihre Herkunft als Freigelassene als auch durch ihren Wunsch nach sozialem Aufstieg und Anerkennung geprägt war. Sie vereinten Aspekte von Kult, öffentlicher Wohltätigkeit und Selbstdarstellung. Ihre genaue Funktion bleibt in der Forschung umstritten, doch ihr Einfluss auf die städtische Gesellschaft, vor allem wirtschaftlich ist unbestritten.